# Irmfried Eberl
Irmfried Georg Rolf Eberl (ur. 8 września 1910 w Bregencji, zm. 16 lutego 1948 w Ulm) – austriacki lekarz, doktor nauk medycznych, SS-Untersturmführer, jeden z głównych wykonawców akcji T4, pierwszy komendant obozu zagłady w Treblince, popełnił samobójstwo w amerykańskim areszcie.

## Życiorys

### Młodość
Urodził się 8 września 1910 roku w Bregencji w austriackim kraju koronnym Vorarlberg. Był najmłodszym z trzech synów inż. Josefa Franza Eberla i jego małżonki Josephine. Rodzina hołdowała ideologii volkistowskiej. W okresie Republiki Austriackiej jego ojciec został usunięty z korpusu urzędniczego z powodu swych związków z ruchem nazistowskim.
Uczęszczał do szkoły podstawowej i gimnazjum (Humanistisches Landesgymnasium) w Bregencji. 15 czerwca 1928 roku zdał egzamin maturalny. Początkowo zamierzał studiować prawo, ostatecznie wybrał medycynę. 16 października 1928 rozpoczął studia na uniwersytecie w Innsbrucku. 8 grudnia 1931 roku wstąpił do austriackiego oddziału NSDAP, otrzymując legitymację członkowską nr 687 095. Został jednocześnie przedstawicielem Narodowosocjalistycznego Związku Studentów Niemieckich na innsbruckim uniwersytecie oraz członkiem SA. Studia ukończył w lutym 1935 roku, uzyskując dyplom lekarski i stopień doktora. Nie był jednak utalentowanym studentem – końcowy egzamin musiał powtarzać. Specjalizował się w zakresie medycyny sądowej, ginekologii i leczenia gruźlicy. Praktykował także chirurgię. Od lutego do maja 1935 roku był zatrudniony w Szpitalu Rudolfa w Wiedniu (Krankenanstalt Rudolfstiftung). Później pracował w sanatorium pulmonologicznym w Grimmenstein.
W 1934 roku, po nieudanej próbie puczu i zabójstwie kanclerza Engelberta Dollfußa, austriacka NSDAP i jej organizacje afiliowane zostały zdelegalizowane. Eberl zaangażował się w podziemną działalność nazistowską. Z tego powodu w 1936 roku został pozbawiony prawa do wykonywania zawodu lekarza. Nie mając perspektyw zdobycia pracy w Austrii, zdecydował się na emigrację do Niemiec. W kwietniu 1936 roku został zatrudniony w Deutsches Hygiene Institut w Dreźnie. Miesiąc później mianowano go szefem urzędu ds. opieki społecznej w Dessau. W marcu 1937 przyznano mu certyfikat lekarza, a dwa miesiące później oficjalnie uznano w Niemczech jego tytuł doktora. Pracował jako lekarz ratownictwa medycznego i w Głównym Urzędzie Zdrowia w Berlinie.
23 czerwca 1937 roku poślubił Ruth Rehm (ur. 1907), aktywną działaczkę NS-Frauenschaft, osobę bogatą i wpływową. Pod jej wpływem jego poglądy polityczne uległy dalszej radykalizacji.

### Akcja T4
31 stycznia 1940 roku został oddelegowany do udziału w akcji T4, czyli tajnym programie eksterminacji osób psychicznie chorych i niepełnosprawnych umysłowo. Wcześniej, gdyż już w połowie stycznia, wziął udział w eksperymentalnym gazowaniu ofiar, które przeprowadzono w nieczynnym zakładzie karnym w Brandenburgu. Później jako kierownik ds. medycznych nadzorował eksterminację chorych i niepełnosprawnych, którą prowadzono w ośrodku „eutanazji” zorganizowanym w tym więzieniu. Odpowiadał za gazowanie tlenkiem węgla jednorazowo 18–20 osób. W ten sposób od stycznia do października 1940 zabite zostały w ośrodku 9772 osoby. Eberl prowadził prywatny rejestr ofiar (odnaleziony po wojnie) odnotowując w nim liczby, narodowość i płeć zabijanych.
Wkrótce informacje o tym, co dzieje się w Brandenburgu, dotarły do niemieckiej opinii publicznej. Jesienią 1940 roku ośrodek został zamknięty, a Eberl wraz ze swym zespołem został przeniesiony do Bernburga, gdzie objął kierownictwo nowo utworzonego ośrodka eksterminacji. Pod jego nadzorem mordowano nie tylko osoby chore psychicznie i niepełnosprawne umysłowo, lecz od kwietnia 1941 roku także chorych i wyczerpanych więźniów obozów koncentracyjnych, których przywożono w ramach akcji „14f13” (Sonderbehandlung 14f13). Często do Bernburga doraźnie kierowano te kontyngenty ofiar, których z różnych powodów nie mogły przyjąć inne ośrodki „eutanazji”. Na tej podstawie Patricia Heberer wysnuła wniosek, że kierownictwo akcji T4 postrzegało Eberla jako swojego „człowieka do zadań specjalnych”. Później, zarówno jego współpracownicy, jak i pracownicy współpracujących placówek służby zdrowia, określali go z tego okresu jako osobę arogancką, sadystyczną i krwiożerczą. Pod jego kierownictwem w Bernburgu zabitych zostało 8601 osób.
Od stycznia 1942 roku w mundurze Organizacji Todt przebywał na froncie wschodnim w okolicach Mińska, uczestnicząc w tzw. Osteinsatz (akcja „wschodnia”). Cel tej operacji nie został dotąd jednoznacznie wyjaśniony. Oficjalnie zadaniem Eberla i pozostałych weteranów akcji T4 była pomoc w ewakuacji rannych żołnierzy Wehrmachtu do szpitali na zapleczu. Przypuszcza się jednak, że w rzeczywistości uczestnicy Osteinsatz potajemnie mordowali ciężko rannych jeńców sowieckich lub dokonywali eutanazji ciężko rannych żołnierzy niemieckich, którzy zostali okaleczeni w stopniu uniemożliwiającym powrót do normalnego życia.
Do Niemiec powrócił w kwietniu 1942 roku.

### Treblinka

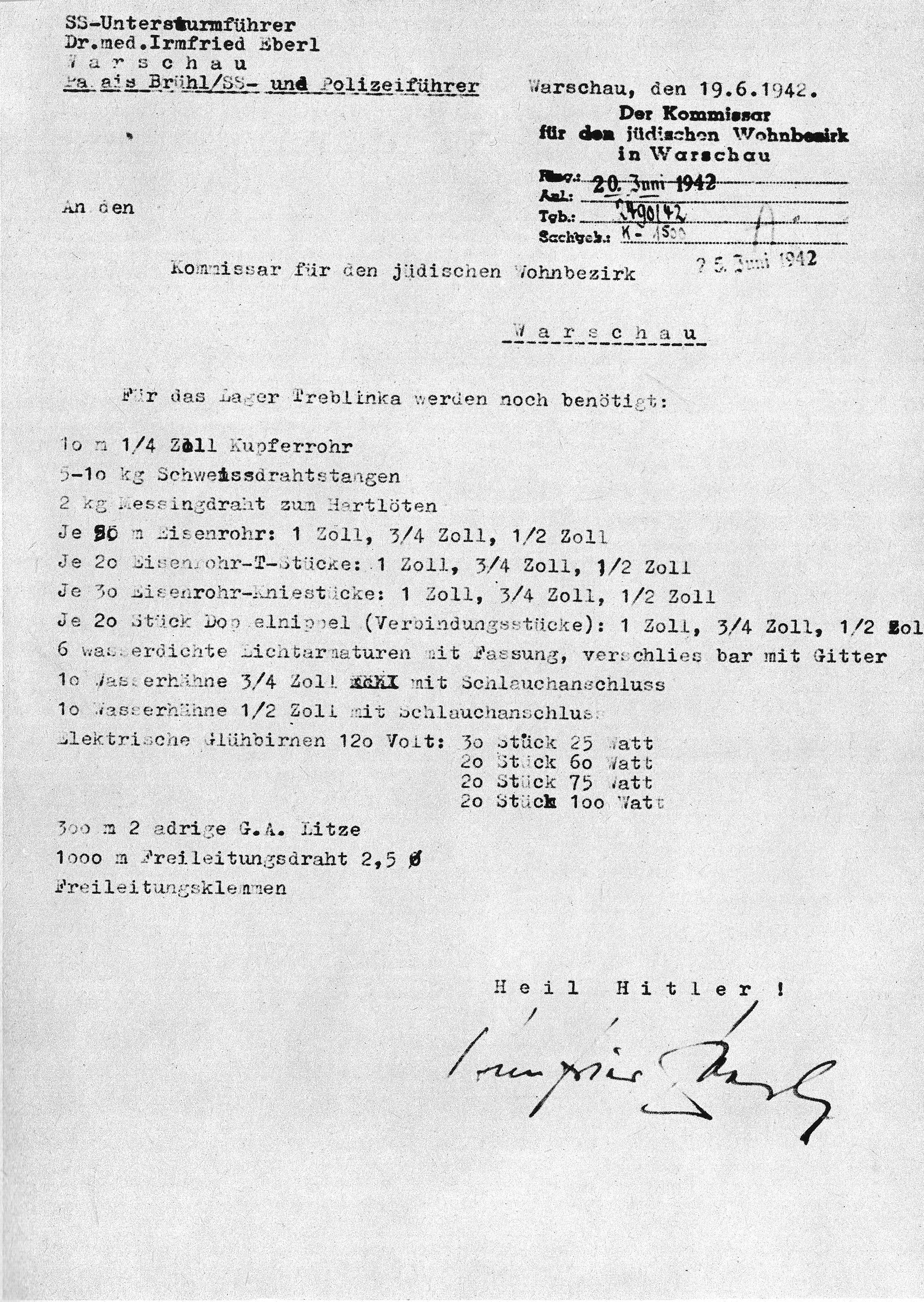
Pismo Eberla z 19 czerwca 1942 do komisarza ds. dzielnicy żydowskiej w Warszawie Heinza Auerswalda, w sprawie dostawy wyposażenia i materiałów dla powstającego obozu zagłady w Treblince

W 1942 roku podobnie jak wielu innych uczestników programu „eutanazji” otrzymał przydział do personelu akcji „Reinhardt”, pod którym to kryptonimem kryła się eksterminacja polskich Żydów. Nadano mu także stopień SS-Untersturmführera. Początkowo przełożeni skierowali go do obozu zagłady w Sobiborze – w tym czasie jeszcze niefunkcjonującego. Pod koniec czerwca został mianowany komendantem ośrodka zagłady w Treblince. Budowa obozu nie była wówczas jeszcze zakończona, stąd Eberl początkowo urzędował w warszawskim pałacu Brühla. Z tego okresu zachowała się jego korespondencja z komisarzem ds. dzielnicy żydowskiej w Warszawie, Heinzem Auerswaldem, dotycząca dostaw wyposażenia i materiałów dla powstającego obozu.
Ośrodek zagłady w Treblince rozpoczął działalność 23 lipca 1942 roku wraz z przybyciem pierwszego transportu z getta warszawskiego. Szybko okazało się, że Eberl, który dotychczas nadzorował eksterminację stosunkowo niewielkich grup chorych i niepełnosprawnych, nie radzi sobie z zarządzaniem obozem zagłady, do którego codziennie przywożono co najmniej 5 tys. ludzi. Jego ambicją było, aby Treblinka przewyższyła wszystkie inne ośrodki zagłady pod względem liczby zamordowanych Żydów. Nie zważając na jej ograniczone „zdolności absorpcyjne”, domagał się przysyłania wciąż nowych kontyngentów ofiar. Skutki takiego postępowania okazały się katastrofalne. Personel obozu nie nadążał z likwidacją przyjeżdżających transportów, więc pociągi przez długi czas oczekiwały na stacjach pośrednich, a zamknięci w wagonach Żydzi masowo umierali na skutek pragnienia i braku powietrza. Sytuację pogarszał fakt, że komory gazowe działały zbyt wolno z powodu problemów technicznych i braku doświadczenia personelu. Wobec ich niskiej wydajności i zawodności całe transporty musiały być rozstrzeliwane już w strefie przyjęć. Żydowscy więźniowie nie nadążali z grzebaniem ciał ofiar, stąd obóz i pobocza prowadzących do niego torów kolejowych były zasłane tysiącami zwłok. W sierpniu 1942 roku odór rozkładających się ludzkich zwłok był już tak silny, że wyczuwano go nawet w odległej o wiele kilometrów Ostrowi Mazowieckiej. W tych okolicznościach niemożliwe było zachowanie ludobójstwa w tajemnicy, a w docierających do Treblinki transportach wybuchała panika, przeradzająca się nierzadko w próby ucieczek lub oporu. Niemożliwe było również właściwe zabezpieczenie i wywóz zagrabionego mienia. Magazyny szybko uległy zapełnieniu, a ubrania i przedmioty należące do zamordowanych Żydów w wielkich ilościach zalegały pod gołym niebem.
W jednym z listów wysłanych w tym czasie do żony Eberl napisał: „Nawet gdyby było mnie czterech, a doba miała sto godzin, i tego pewnie byłoby za mało”. Z relacji Franza Stangla, następcy Eberla na stanowisku komendanta Treblinki, wynika, że latem 1942 roku dyscyplina wśród członków obozowej załogi uległa znacznemu rozluźnieniu. Sam Eberl miał jakoby zmuszać żydowskie kobiety, aby w czasie wieczornych libacji tańczyły nago na stołach (Franz Suchomel twierdził z kolei, iż miał miejsce tylko jeden taki przypadek). Miał także w zwyczaju spacerować w obozie i pojawiać się podczas przyjmowania transportów w białym kitlu lekarskim w towarzystwie podobnie ubranej osoby (najprawdopodobniej strażnika), przekonany na bazie swych wcześniejszych doświadczeń z centrów eutanazji, że widok lekarzy działa uspokajająco na przyszłe ofiary.
Panujący w obozie chaos nie wpłynął na zmniejszenie tempa eksterminacji. Jicchak Arad szacował, że między 23 lipca a 28 sierpnia 1942 roku w Treblince zamordowano 312,5 tys. Żydów (według innych ocen – do 280 tys.). Z punktu widzenia dowództwa akcji „Reinhardt” kluczowymi problemami były niemożność zachowania zbrodni w tajemnicy, a przede wszystkim – brak oczekiwanych dostaw złota i kosztowności. Nie był on przy tym spowodowany wyłącznie panującym w obozie bałaganem. Eberl miał bowiem kierować zrabowane złoto i precjoza bezpośrednio do swoich dawnych przełożonych w Kancelarii Führera w Berlinie, pomijając lubelski sztab Einsatz Reinhardt.
Pod koniec sierpnia kierownik akcji „Reinhardt”, SS-Brigadeführer Odilo Globocnik, osobiście udał się na inspekcję do Treblinki, zabierając ze sobą inspektora obozów zagłady Christiana Wirtha i jego adiutanta Josefa Oberhausera. Zorientowawszy się w sytuacji, natychmiast odwołał Eberla ze stanowiska komendanta, powierzając jednocześnie Wirthowi zadanie opanowania sytuacji w obozie. Według Oberhausera miał przy tym powiedzieć: „gdyby dr Eberl nie był jego rodakiem, zamknąłby go i postawił przed sądem SS i policji”.

### Dalsze losy
Po odwołaniu z Treblinki powrócił na stanowisko kierownika ośrodka w Bernburgu. Niewiele wiadomo na temat jego działalności w tym okresie. W 1943 roku ośrodek został zamknięty. Według zeznań Fritza Bleicha, innego uczestnika akcji T4, złożonych przed Trybunałem w Norymberdze, Eberl wraz z doktorami Georgiem Renno i Horstem Schumannem miał uczestniczyć w eksperymentach medycznych przeprowadzanych na więźniach obozu Auschwitz-Birkenau między październikiem 1943 i marcem 1944. W styczniu 1944 Eberl miał zostać powołany w szeregi Wehrmachtu, niemniej pozostał na liście płac Kancelarii Führera. W lipcu 1944 jego żona zginęła w alianckim nalocie lotniczym. W tym samym miesiącu Eberl wyjechał urzędowo, ale z nieustalonego powodu do Słowacji. Później został skierowany jako lekarz wojskowy na front zachodni, do 902. pułku piechoty. W kwietniu 1945 roku w Luksemburgu dostał się do amerykańskiej niewoli. Nie został rozpoznany jako oficer SS i komendant obozu zagłady. Będąc jeńcem wojennym pełnił funkcję lekarza w obozowym oddziale chorych na gruźlicę. Zwolniony został z obozu jenieckiego w Dietersheim 6 czerwca 1945.
Zamieszkał w miasteczku Blaubeuren nieopodal Ulm i zawarł związek małżeński z Gerdą Poppendieck W tej samej miejscowości żyli rodzice jego pierwszej żony. Prowadził tam prywatną praktykę lekarską. Ukrywał swoją przeszłość informując, że w okresie od października 1937 do sierpnia 1944 pracował Głównym Urzędzie Zdrowia w Berlinie. W 1947 urodził mu się syn.
20 sierpnia 1947 roku sąd w Bernburgu wydał nakaz jego aresztowania jako podejrzanego o zbrodnie przeciw ludzkości popełnione w ośrodku „eutanazji” w Bernburgu. 8 grudnia 1947 został przesłuchany, a 8 stycznia 1948 został aresztowany przez okupacyjne władze amerykańskie. 9 lutego został zidentyfikowany jako kierownik centrów eutanazji przez jedną z pracujących tam wówczas pielęgniarek. 15 lutego 1948 roku, przebywając w areszcie w Ulm, dowiedział się od współwięźnia, że jego nazwisko figuruje w książce Der SS-Staat w opisie dotyczącym programu eutanazji (ale bez wzmianki o jego roli w działalności niemieckich obozów koncentracyjnych). Następnego dnia popełnił samobójstwo przez powieszenie.